# Victoria Pendleton
Victoria Pendleton (ur. 24 września 1980 w Stotfold) – brytyjska reprezentantka kolarstwa torowego, mistrzyni olimpijska z Pekinu w sprincie, dziewięciokrotna mistrzyni świata.

## Najważniejsze osiągnięcia
- igrzyska olimpijskie:
  - 2004 – 6. (500 m), 9. (sprint)
  - 2008 – 1. (sprint)
  - 2012 – 1. (keirin), 2. (sprint)
- mistrzostwa świata:
  - 2005 – 1. (sprint)
  - 2006 – 1. (sprint)
  - 2007 – 1. (sprint), 1. (sprint druż.), 1. (keirin)
  - 2008 – 1. (sprint), 1. (sprint druż.), 2. (keirin)
  - 2009 – 1. (sprint), 2. (sprint druż.), 3. (500 m)
  - 2010 – 1. (sprint), 2. (keirin)
  - 2011 – 2. (sprint druż.), 3. (sprint)
  - 2012 – 1. (sprint)
- Igrzyska Wspólnoty Narodów:
  - 2006 – 1. (sprint), 2. (500 m)